# Windsor (Wisconsin)
Windsor és una població dels Estats Units a l'estat de Wisconsin. Segons el cens del 2000 tenia 5.286 habitants.

## Demografia
Segons el cens del 2000, Windsor tenia 5.286 habitants, 1.880 habitatges, i 1.549 famílies. La densitat de població era de 66,4 habitants per km².
Dels 1.880 habitatges en un 41,4% hi vivien nens de menys de 18 anys, en un 71,8% hi vivien parelles casades, en un 7,1% dones solteres, i en un 17,6% no eren unitats familiars. En l'11,8% dels habitatges hi vivien persones soles el 3,1% de les quals corresponia a persones de 65 anys o més que vivien soles. El nombre mitjà de persones vivint en cada habitatge era de 2,8 i el nombre mitjà de persones que vivien en cada família era de 3,05.
Per edats la població es repartia de la següent manera: un 28,6% tenia menys de 18 anys, un 6,3% entre 18 i 24, un 31,4% entre 25 i 44, un 27,1% de 45 a 60 i un 6,6% 65 anys o més.
L'edat mediana era de 37 anys. Per cada 100 dones de 18 o més anys hi havia 99,4 homes.
La renda mediana per habitatge era de 67.610 $ i la renda mediana per família de 73.042 $. Els homes tenien una renda mediana de 41.745 $ mentre que les dones 29.921 $. La renda per capita de la població era de 29.266 $. Cap de les famílies i el 0,5% de la població estaven per davall del llindar de pobresa.

## Poblacions properes
El següent diagrama mostra les poblacions més properes.